# Corazón sin cara
«Corazón sin cara» es una canción interpretada por el cantante y compositor estadounidense Prince Royce. Fue escrita y compuesta por Anthony Lopez, y producida por Andrés Hidalgo y Sergio George. El contenido de la canción es sobre la autoestima de las niñas y su apariencia. La canción también incluye violines y violonchelos, que Royce cita normalmente no se utilizan en la música bachata. 
La canción fue lanzada como el segundo sencillo de Prince Royce en los Estados Unidos a principios de febrero de 2010, por el Top Stop Music. La canción alcanzó el número uno en las listas Billboard EE. UU. canciones tropicales, y un año después de su lanzamiento oficial, alcanzó el número uno en los Billboard Latin Songs de EE. UU., convirtiéndose en el primer número de Royce una canción de la tabla. El video musical fue dirigido por Danny Hastings y el tema del video muestra Royce apreciar a una mujer como ella es.

## Antecedentes
"Corazón sin cara" fue escrita y compuesta únicamente por Anthony Lopez, producido por Andrés Hidalgo y Sergio George y coproducido por Royce y D'Lesly "Dice" Lora. En una entrevista con nocheLatina, Royce se les pide que describan la letra de la canción. Dijo que se trata de "las chicas que siempre usa maquillaje o piensan que están gordas o que son feas... no es todo acerca de la cosas materiales y la imagen. No se trata sólo de eso". Royce tomó nota de las inclusión de los instrumentos de la canción, como violines y cellos, citando que dichos instrumentos no se utilizan normalmente en la música bachata.

## Recepción de la crítica
Chris Ryan, de MTV, dijo que la canción "se evocan las noches de calor, el verano uptown". Mientras que Jason Allmusic de Birchmeier elogió Andrés Hidalgo para el "trabajo de producción en fresco". Señaló los últimos diez segundos diciendo: "No es sino hasta los últimos diez segundos que el sonido urbano patada en después de tres minutos y medio de la bachata más o menos típico adornado con un arreglo de cuerdas elegantes". A finales de febrero de 2011, "Corazón sin cara" fue la canción más solicitada en la radio latina en los Estados Unidos.

## Funcionamiento de la Carta
En los Estados Unidos, la canción fue lanzada por el sello, Top Stop Music, como un archivo. Único y disponible para su descarga digital el 9 de febrero de 2010. La canción entró en las listas Billboard EE. UU. canciones tropicales a mediados de julio de 2010 y ascendió a los diez primeros en el número cuatro en la primera semana de octubre de 2010. En la semana del 23 de octubre de 2010, la canción alcanzó el número uno en la lista canciones tropicales, pero finalmente fue reemplazado por "Loca" de Shakira. En la cartelera de fin de año los gráficos, la canción el puesto número treinta y ocho en la tabla de Latin Songs número veintidós en la América dieciséis canciones Pop tabla y el número en la tabla de canciones tropicales. A finales de febrero de 2011, "Corazón sin cara" se convirtió en un gran ganador en los dos de las canciones tropicales y gráficos Latin Songs, empujando de nuevo en el puesto número uno en la tabla de canciones tropicales. Un año después de su lanzamiento oficial, la canción (también es un gran ganador) alcanzó el número uno en los EE. UU. Billboard Latin Songs y se convirtió en la primera canción número uno de Royce en quedar en la tabla.

## Video musical
El video musical de la canción fue dirigido por Danny Hastings y publicado por el sello discográfico. El video se estrenó en Vevo el 30 de agosto de 2010. El video de la canción fue lanzada a la tienda iTunes de Apple, el 2 de febrero de 2010 y una nueva versión se publicó el 14 de septiembre de 2010.
El video comienza con Royce entrar en una habitación con una mujer sin nombre, que interpreta el interés de Royce es el amor. Royce se sienta en una silla y comienza a tocar una guitarra acústica y canta la canción a ella. La chica entonces se necesitan de él y él la abraza, ya que empiezan a bailar. En el resto del vídeo, escenas de la danza son dos intercalan con imágenes de Royce cantando delante de la cámara o tocar la guitarra. En la entrega de los Premios Juventud 2011, "Corazón Sin cara" fue nominada para Mi Video Favorito.

### Descarga Digital deiTunes
1. «Corazón sin cara» — 3:31

## Personal
- Geoffrey "Royce" Rojas — compositor, coproductor, co-arreglos bachata, co-arreglos vocales, Voz principal.
- Anthony Lopez compositor, coproductor, co-arreglos bachata
- Andrés "Dre" Hidalgo — productor, co-arreglos bachata, arreglos vocales, jefe ingeniero.
- Sergio George — productor
- D'Lesly "Dice" Lora — coproductora, arreglos bachata, teclado.
- Steven Cruz — guitarra líder, segunda guitarra.
- Adam "Pikachu" Gómez — bajo eléctrico.
- Albert Batista — güira
- Raúl Bier — bongos
- Juan "Johnny" Salazar — arreglista
- Alfredo Matheus — mezclador
- Alfredo Oliva — concertino
- Miami Symphonic Strings — Cadenas

- Datos: Q5169687